# سيجني بيرس
سيجني بيرس (بالإنجليزية: Signe Pierce)‏ هي فنانة أمريكية، ولدت في 8 ديسمبر 1988 في توسان في الولايات المتحدة.